# Taquaruçu do Sul
Taquaruçu do Sul là một đô thị thuộc bang Rio Grande do Sul, Brasil. Đô thị này có diện tích 76,848 km², dân số năm 2007 là 2849 người, mật độ 37,07 người/km².